# Les Trables
Pour les articles homonymes, voir Bichet.
Les Trables ou mont Bichet, encore appelé anciennement La Crêche ou parfois Granges de Lullin, est une montagne principalement boisée située dans le massif du Chablais, qui est entourée de trois communes de la vallée du Brevon, Bellevaux, Lullin et Vailly, dans le département de la Haute-Savoie en France. Le sommet culmine à 1 361 m d'altitude. La montagne comporte des anciens alpages, actuellement en ruines enfouis dans les bois, le gibier est dense.

## Alpages
- Le Moan : ancien alpage situé sur la commune de Vailly, culminant 1 050 m d'altitude. Actuellement en ruine et boisé depuis les années 1980-1990, son emplacement était sur des coteaux, jadis empruntés par des maquis[réf. nécessaire]. Aujourd'hui, un sentier est visible, pour rejoindre le lieu-dit de Sur les Monts.
- Le Plaine : ancien alpage situé sur la commune de Vailly. Actuellement en ruine et enfoui sous les bois, il possédait un moulin[réf. nécessaire]. L'alpage était emprunté par des maquis durant la Seconde Guerre mondiale[réf. nécessaire]. L'accès s'effectue depuis le lieu-dit du Lavouet ; au centre du hameau, prendre le chemin de Sous La Joux, en allant aux Granges Vulliez, à gauche passer à travers les bois, puis prendre le sentier du Plaine et continuer jusqu'à cet alpage.
- Sur les Monts est un lieu-dit situé sur la commune de Bellevaux à 1 126 m d'altitude.
- Les Granges de Lullin
- Le Gros Feu

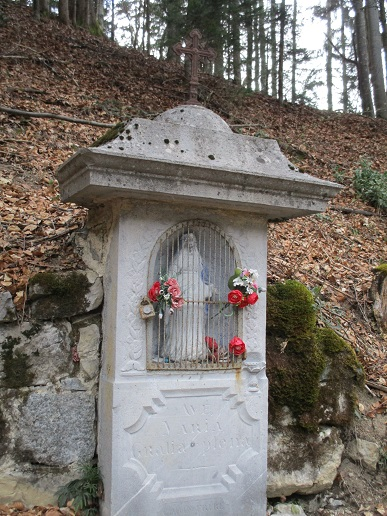
L'oratoire de Sur le Crouz, sur l'ancien chemin qui mène du Lavouet jusqu'au Plaine, situé sur la commune de Vailly.
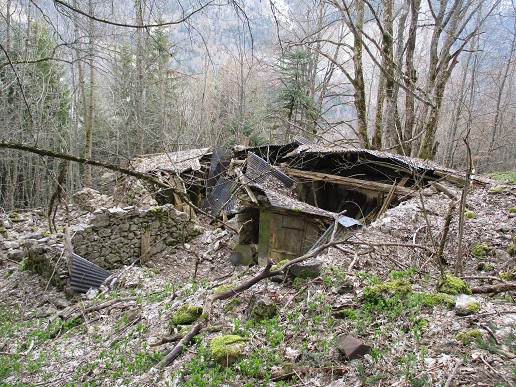
Un des chalets de l'ancien alpage du Moan, tombé en ruine.
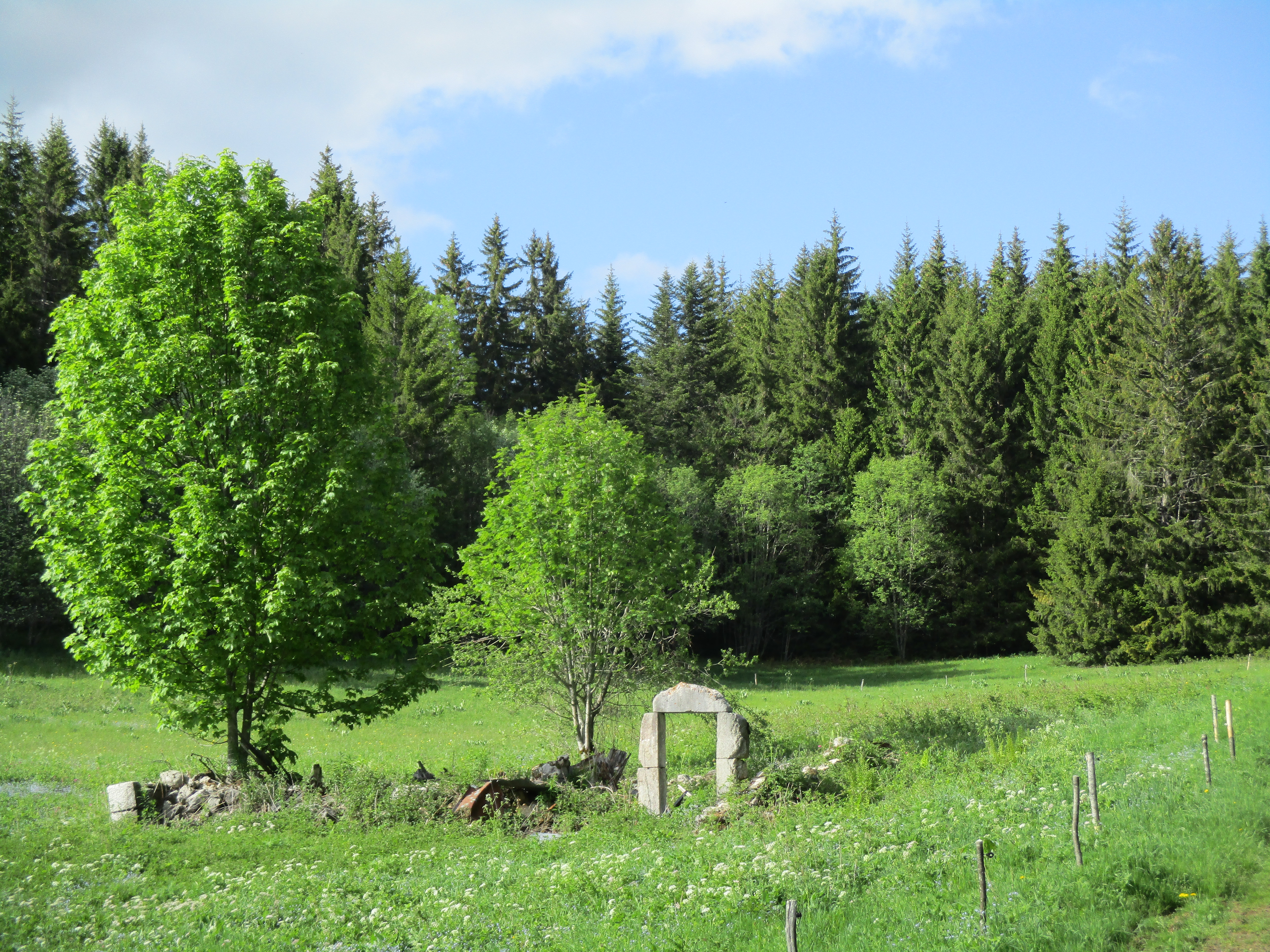
Un ancien chalet aux Granges de Lullin.